# Дора Долл
До́ра Долл (фр. Dora Doll), настоящее имя — До́ротея Херми́на Фа́йнберг (нем. Dorothea Hermina Feinberg; 19 мая 1922, Берлин, Германия — 15 ноября 2015) — французская актриса немецкого происхождения.

## Биография
Доротея Хермина Файнберг родилась в Берлине (Германия).
За свою кинокарьеру снялась в 223 фильмах и телесериалах.
В 2000 году «за 62-летнюю актёрскую деятельность» награждена орденом «За заслуги».

## Личная жизнь
В 1949—1955 годах Дора была замужем за актёром Раймоном Пеллегреном (1925—2007). В этом браке Долл родила своего первенца — дочь Даниель Пеллегрен.
13 декабря 1965 года Дора вышла замуж за Франсуа Дегеля, но позже они развелись.

## Избранная фильмография
- 1954 — Французский канкан / French Cancan — девушка
- 1956 — Елена и мужчины / Élèna et les Hommes —  Роза ля Роз
- 1958 — Молодые львы / The Young Lions — Симона
- 1959 — Бродяга Архимед / Archimède le clochard — Люсетта Пишон
- 1977 — Женщина в камере № 9 / Frauen für Zellenblock 9 — Лоба
- 1994 — Ад / L’Enfer — мадам Шабер
- 2007 — Месть бедняка / Jacquou le croquant — Fantille